# أحمد يانوزي
أحمد جانوزي (مواليد 8 يوليو 1988) هو لاعب كرة قدم محترف يلعب كمهاجم لنادي كيه إف لابي الكوسوفي. ولد في كوسوفو، ومثل المنتخب الوطني الألباني.

## المسيرة الكروية

### بداية المسيرة
ولد أحمد جانوزي في فوتشيترن لأبوين من ألبان كوسوفو.[بحاجة لمصدر]

### بريشتينا
في 14 يونيو 2016، عاد يانوزي إلى كوسوفو بإكمال انتقاله إلى بريشتينا، وتوقيع عقد لمدة عام واحد، وارتداء الرقم الشاغر 27 في الفريق. تم تقديمه في نفس اليوم إلى جانب لاعبين مثل أرميند دالكو وديباتيك كوري، زملائه السابقين في المنتخب الوطني. خلال موسم 2016–17، شارك في 18 مباراة بالدوري وسجل هدفين حيث احتل بريشتينا المركز الثاني في البطولة، مما ضمن له مكانًا في الجولة التأهيلية الأولى للدوري الأوروبي.

## المسيرة الدولية

### تحت 21 سنة
كان جانوزي جزءًا من تشكيلة ألبانيا تحت 21 سنة في تصفيات بطولة أوروبا تحت 21 سنة 2011. وكان المهاجم الرئيسي، حيث شارك في ست مباريات وسجل هدفًا واحدًا. شارك لأول مرة مع منتخب تحت 21 سنة في 28 مارس 2008 في المباراة الأولى ضد اسكتلندا والتي انتهت بهزيمة 0–1 على أرضه. جاء هدفه الأول تحت 21 سنة في ظهوره الخامس مع الفريق في الخسارة 4–2 خارج أرضه أمام بيلاروسيا. احتلت ألبانيا المركز الرابع في المجموعة الأولى متعادلة في النقاط مع أذربيجان.

### الكبار
شارك يانوزي لأول مرة مع منتخب بلاده في 17 نوفمبر 2010 خلال المباراة التي انتهت بالتعادل السلبي على أرضه ضد مقدونيا، حيث دخل كبديل في الشوط الثاني. وبعد مرور عام، تلقى يانوزي استدعائه الثاني من قبل المدرب جوزيب كوزيه للمشاركة في آخر مباريات تصفيات بطولة أمم أوروبا 2012 ضد فرنسا ورومانيا يومي 7 و11 أكتوبر 2011 على التوالي. لعب في المباراتين كبديل وحصل على 60 دقيقة، مما جعله يظهر لأول مرة في مباراة تنافسية.

## وصلات خارجية
- أحمد يانوزي – سجل منافسات اليويفا
- أحمد يانوزي على فرق كرة القدم الوطنية.كوم